# Tomás Emilio Díaz González
Tomás Emilio Díaz González (Ḷḷuarca, 1949) és un botànic, ecòleg, pteridòleg, fitosociòleg, fitogeògraf i catedràtic de botànica asturià, degà de la Facultat de Biologia i professor en el Departament de Botànica de la Universitat d'Oviedo. És també membre numerari permanent del Reial Institut d'Estudis Asturians i director científic del Jardí Botànic de Gijón.
Ha escrit nombroses publicacions científiques i llibres com Curso de botánica (2002), Guía de los bosques de Asturias (2004), El Avellano; Los Prados de Siega (1992), Flora, vegetación y fauna de los puertos del Rasón ; Flora, vegetación y fauna del Puerto de San Isidro (1992) o Los Picos de Europa en el nombre de las plantas (2008), entre d'altres.
És autor o coautor dels gèneres Aquilegia i Papaver, i l'abreviatura «T.E.Díaz» s'utilitza per indicar a Tomás Emilio Díaz com a autoritat en la descripció i classificació científica dels vegetals.